# The High Cost of Flirting
The High Cost of Flirting è un cortometraggio muto del 1915 diretto da W.H. Burton (come William Burton).

## Produzione
Il film fu prodotto dall'American Film Manufacturing Company.

## Distribuzione
Distribuito dalla Mutual Film, il film - un cortometraggio in una bobina - uscì nelle sale cinematografiche USA il 7 luglio 1915.